# Berni Wagner

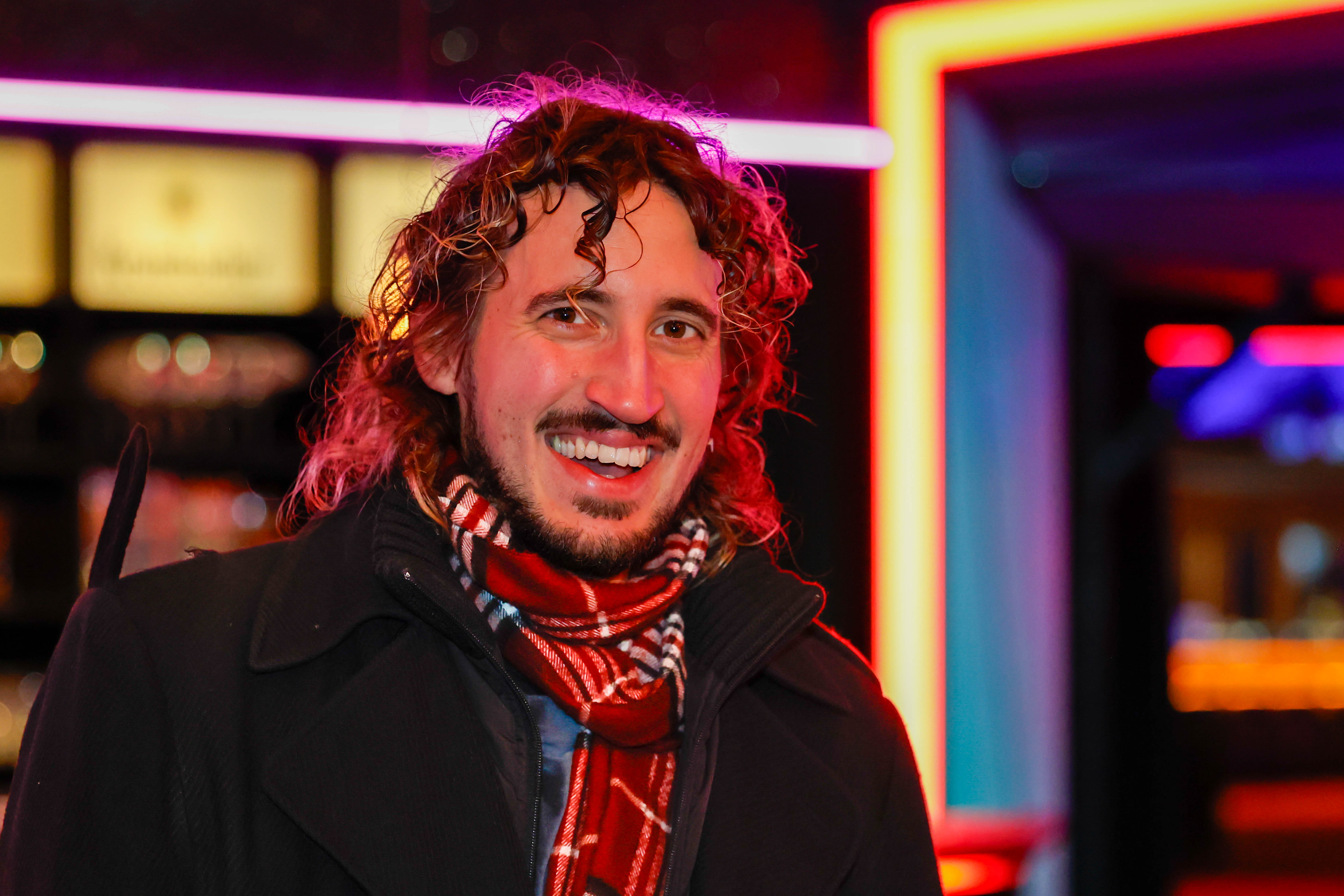
Berni Wagner (2023)

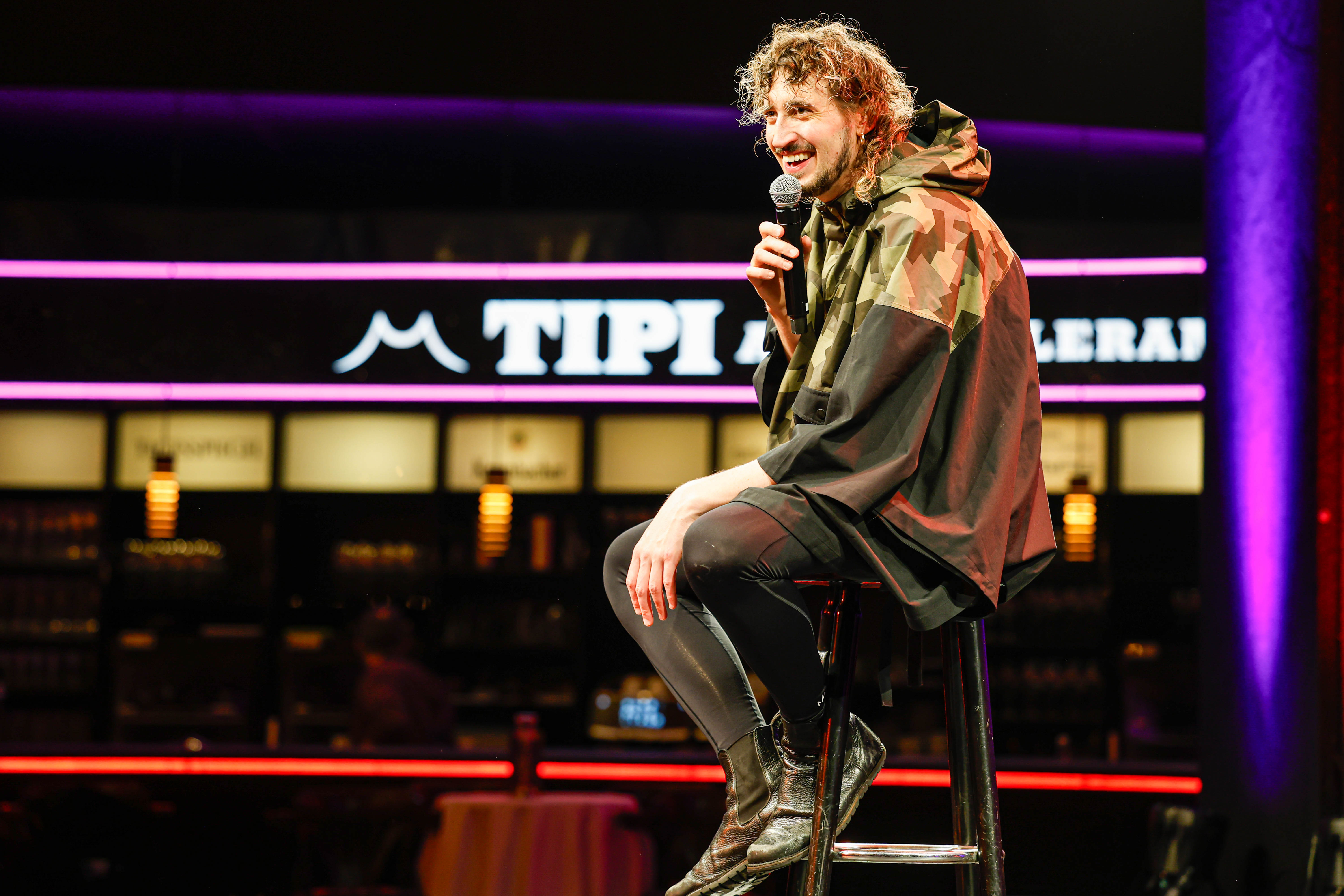
GALAPAGOS (Tipi Berlin 2023)

Bernhard „Berni“ Wagner (* 24. Juli 1991 in Linz) ist ein österreichischer Kabarettist.

## Leben
Bernhard „Berni“ Wagner wuchs in Gallneukirchen in Oberösterreich auf und maturierte 2009 im Europagymnasium Auhof in Linz. Seine Bachelorarbeit an der Universität Wien schrieb er über Fischfossilien aus dem Lavanttal. Die Master- und PhD-Thesis an der Universität Wien und dem ÖAW-Institut für Schallforschung behandelte die Musikalität in der Evolution. Er lebt und arbeitet in Wien.
2013 hatte er Premiere mit seinem ersten Soloprogramm „Schwammerl“. Auszüge daraus wurden im selben Jahr mit dem Jury- und dem Publikumspreis des Grazer Kleinkunstvogels prämiert. Es folgten Auftritte in ganz Österreich und Bayern, unter anderem im Vereinsheim Schwabing, im Theatercafé Graz, und dem Wiener Kabarett Niedermair. 2015 bis 2017 gehörte er zur Formation der „Langen Nacht des Kabaretts“, einer Mixed Show die durch ganz Österreich tourte. 2016 folgte sein zweites Soloprogramm „Kitsch“, Regie führte Hosea Ratschiller. Im selben Jahr trat er mit Josef Hader, Lisa Eckhart, Clemens Maria Schreiner und Omar Sarsam im Stadtsaal Wien unter dem Titel „Hader & Friends“ auf.
Im Jahr 2017 folgte sein Debüt in der österreichischen Comedy-Sendung „Was gibt es Neues?“, sowie eine Schauspielrolle in „Tagespresse aktuell“ auf ORF 1. Im selben Jahr trat er mit u. a. Michael Mittermeier, Andreas Vitasek und Thomas Stipsits in der Wiener Stadthalle im Rahmen des „Kabarettgipfels“ auf.
2018 folgte sein drittes Soloprogramm „Babylon!“. Ausschnitte daraus wurden im Scharfrichterhaus (Passau) mit dem mittleren Scharfrichterbeil ausgezeichnet.
2019 präsentierte er mit Vinz Binder ein Duo-Musikprogramm namens „Musikmaschin’“.
Seit 2020 schreibt, produziert und spielt er zusammen mit Antonia Stabinger, Leopold Toriser und Elias Hirschl die FM4-Hörspielserie „Das magische Auge“. Aus dieser Zusammenarbeit entstand 2021 auch das Bühnenprogramm „Das magische Auge Live“ in gleicher Besetzung.
Ebenfalls 2021 präsentierte er im Kabarett Niedermair sein viertes Soloprogramm mit dem Titel „Galápagos“. Dieses wurde 2022 mit dem Programmpreis des österreichischen Kabarettpreises ausgezeichnet. Die Tour mit diesem Programm führte mit über 200 Auftritten in Österreich, Deutschland, der Schweiz, Südtirol und Liechtenstein quer durch den gesamten deutschen Sprachraum.
Gemeinsam mit Malarina veröffentlicht er seit Oktober 2023 den Debatten-Podcast Fact Fighters.
Ebenfalls 2023 präsentierte er in Zusammenarbeit mit Christoph Fritz und Sonja Pikart ein Halloweenspecial unter dem Namen „GHÖST – Eine Halloweenshow“. Dieses wurde 2024 mit dem Programmpreis des österreichischen Kabarettpreises ausgezeichnet.
2025 folgt sein fünftes Soloprogramm mit dem Titel "Monster".

## Kabarettprogramme
- Schwammerl (2013)[3]
- Die Lange Nacht des Kabaretts (2015)[3]
- Kitsch (2016)[3]
- Babylon! (2018)[3]
- Musikmaschin’ (2019)[3]
- Das magische Auge Live (2021)[3]
- Galápagos (2021)[3]
- GHÖST (2023)[3]
- Monster (2025)[3]

## TV-Auftritte
- Vereinsheim Schwabing – BR[16]
- Pratersterne – ORF 1[16]
- Was gibt es Neues? – ORF 1[16]
- Tagespresse aktuell – ORF 1[16][17]
- Kabarettgipfel – ORF 1[16]
- Sommerkabarett – ORF 1[16]
- Fakt oder Fake – ORF 1[16]
- 3Sat Festival – 3Sat & ZDF[16]
- Olaf’s Club – MDR[16]
- Tafelrunde – ORF III[16]
- Stream Talks – Canal+[16]
- Schlachthof – BR[16]

## Auszeichnungen
- 2013: Grazer Kleinkunstvogel – Jury- und Publikumspreis[18]
- 2018: Das mittlere Scharfrichterbeil
- 2022: Österreichischer Kabarettpreis – Programmpreis für Galápagos[12]
- 2024: Österreichischer Kabarettpreis – Programmpreis für GHÖST[15]
- 2025: Österreichischer Kabarettpreis – Hauptpreis[19]